# 美川愛実
美川 愛実（みかわ あいみ、1992年4月21日 - ）は、鹿児島テレビ放送 (KTS) のアナウンサー。

## 来歴
福岡県柳川市出身。西南学院大学文学部英文学科卒業。
大学在学時には九州アナウンスセミナー (KAS) にも通っていた。また同校のアナウンス教育の一環で、ラブエフエム国際放送 (LOVE FM) の『J-Style 話しのツボ』にマンスリーアシスタントとして出演していたことがある。
大学を卒業後、2015年に鹿児島テレビ放送に入社。
2018年3月、FNSアナウンス大賞の新人部門で奨励賞を受賞。2022年4月には、同大賞のナレーション部門で敢闘賞を受賞した。

## 担当番組
- ゆうテレ[7]
- KTS みんなのニュース[7]
- ナマ・イキVOICE - メインMC
- ぐっとグッドかごしま[8]
- かご☆スタ（2018年4月[9] - 2020年3月[10]）
- わんにゃんプラスかごしま - ナレーター[11]
- かごんま未来ノート - ナレーター（2021年11月[12] - ）
- KTSライブニュース - 月曜・火曜・水曜メインキャスター